# Hohnsleben
Hohnsleben ist ein Ortsteil der Kreisstadt Helmstedt in Niedersachsen.

## Geographie und Verkehrsanbindung
Hohnsleben liegt im äußersten Osten von Niedersachsen, unmittelbar an der Landesgrenze zu Sachsen-Anhalt. Das Dorf gehört zum Ostbraunschweigischen Hügelland, liegt am Ostrand des Helmstedter Braunkohlereviers und am Westrand des Landschaftsschutzgebietes Harbke-Allertal. Am Ortsrand von Hohnsleben fließt die Wirbke, auch Wirpke genannt, vorbei.
Vor der Deutschen Teilung verlief die Reichsstraße 245 von Halberstadt über Hohnsleben nach Helmstedt. Da die Straße aber ab 1945 die Innerdeutsche Grenze überquerte, wurde die Straße in der DDR als Fernstraße 245 ab Barneberg in Richtung Haldensleben verlegt. Der durch Hohnsleben führende kurze westdeutsche Abschnitt behielt die Bezeichnung Bundesstraße 245. Seit der Deutschen Wiedervereinigung im Jahre 1990 trägt der Straßenabschnitt von Barneberg über Hohnsleben nach Helmstedt die Bezeichnung Bundesstraße 245a. Die Kreisstraße 21 zweigt in Hohnsleben von der B 245a ab und führt in westlicher Richtung über Reinsdorf nach Offleben, wo sie an der Kreisstraße 22 endet. Linienbusse fahren von Hohnsleben bis nach Schöningen.

## Geschichte

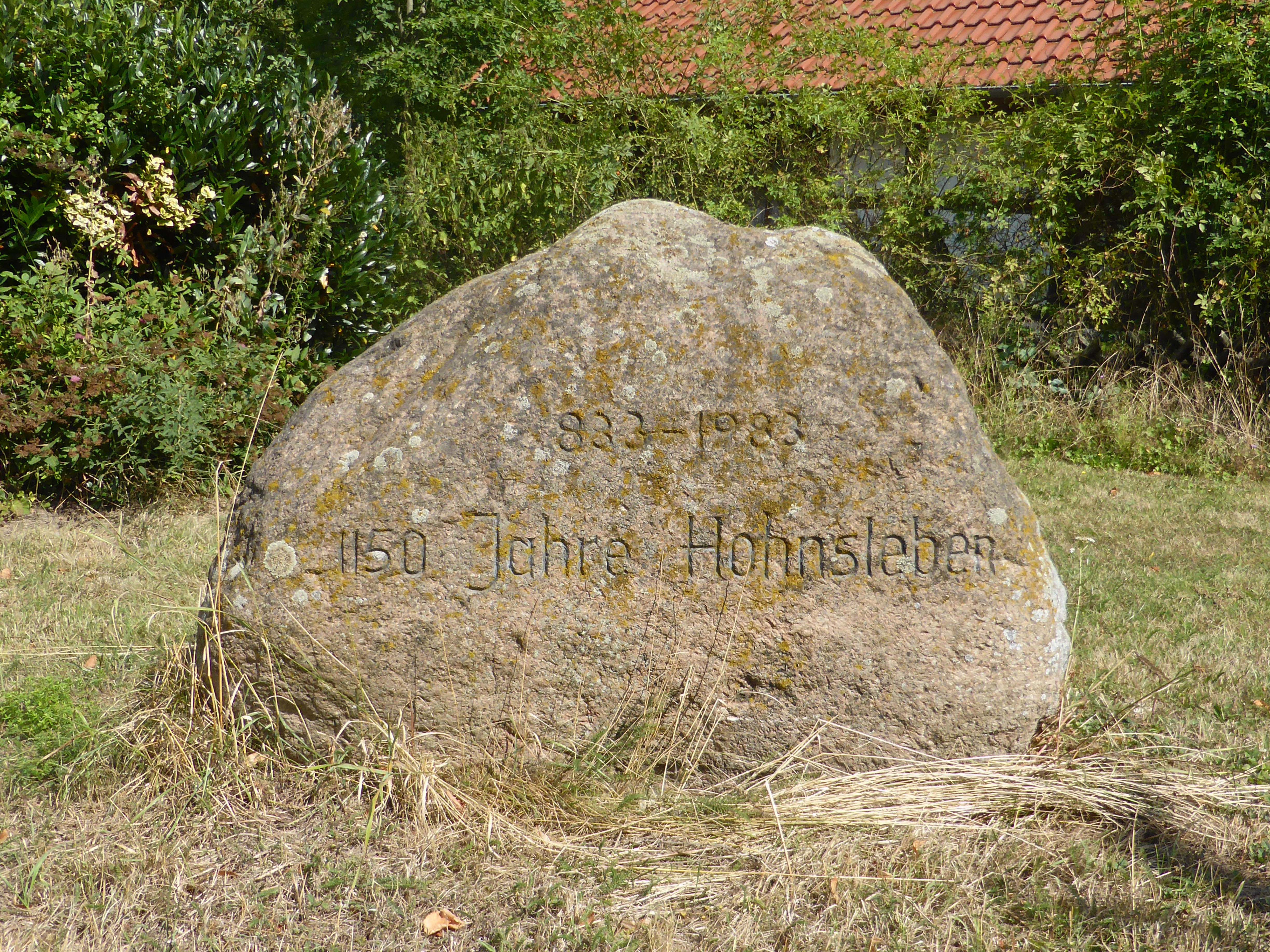
Gedenkstein an das 1150-jährige Ortsjubiläum

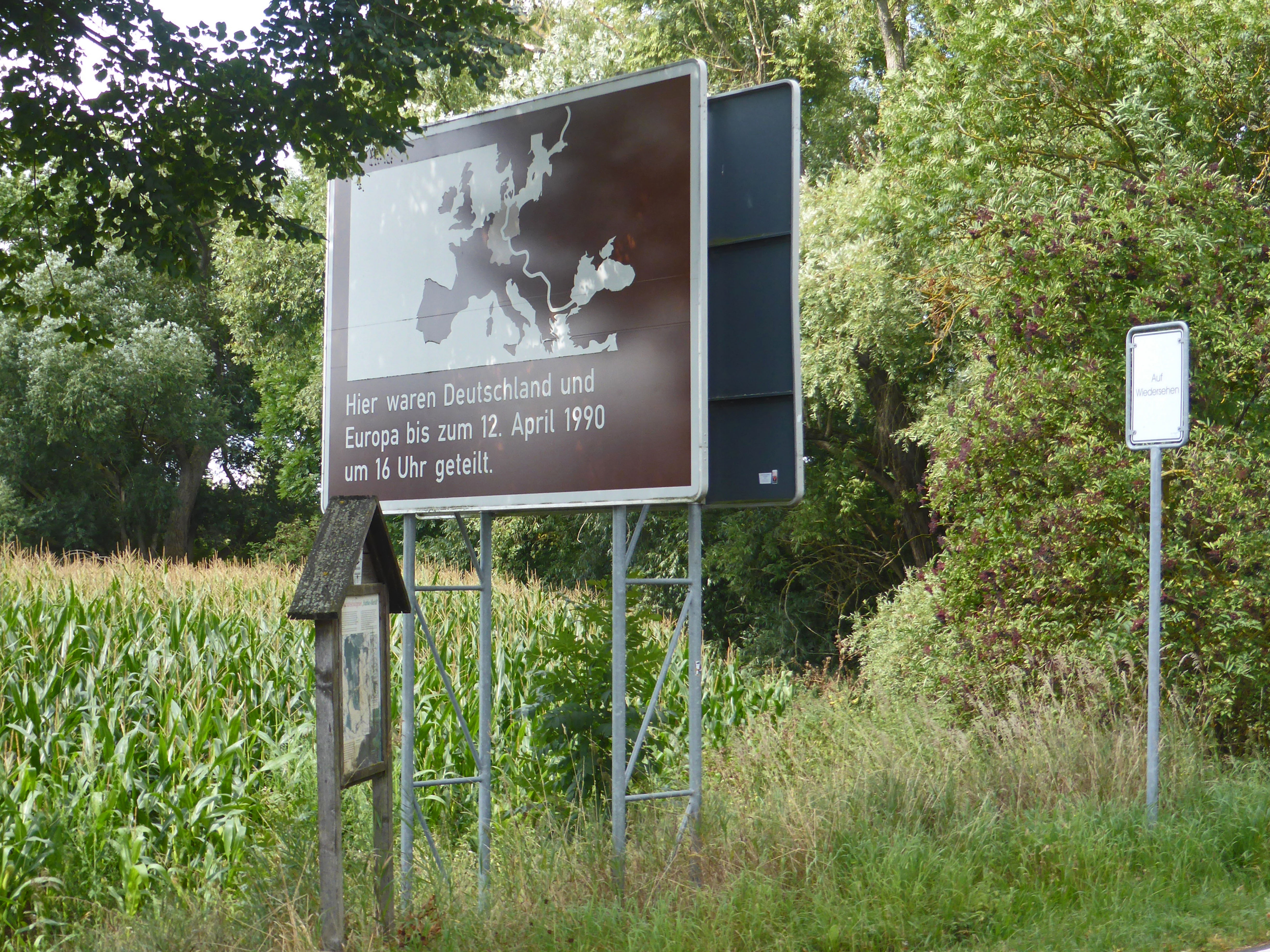
Erinnerungstafel an die Öffnung der innerdeutschen Grenze

Archäologische Funde lassen vermuten, dass Hohnsleben als Siedlung zwischen 200 und 531 n. Chr. angelegt wurde. Nach der ersten bekannten urkundliche Erwähnung überlässt Wulfrum um 830 n. Chr. die villa Heunesleue dem Kloster Corvey. Kurz nach 856 n. Chr. erscheint der Ort Heunesleue in einer anderen Urkunde, mit welcher der Abt Adalgar von Corvey und Graf Gerod einen Güteraustausch vornahmen. Ein Güterverzeichnis des Klosters St. Ludgeri (Helmstedt), vermutlich von 983, erwähnt einen Ort Honaslofa. Das Kloster Riddagshausen übernahm zwischen 1190 und 1224 Land in Hoensleve, dann Honensleve genannt.
Von 1807 bis 1813, in der Franzosenzeit, gehörte Hohnsleben zum Kanton Schöningen im Distrikt Helmstedt, im Departement der Oker des Königreiches Westphalen. Am 1. Januar 1833 wurde der (Land)kreis Helmstedt gegründet, dem Hohnsleben bis heute angehört.
1936 wurde die heutige Straße zwischen Hohnsleben und Reinsdorf erbaut, zuvor hatte der Weg zwischen den beiden Dörfern einen anderen Verlauf. Am 1. April 1942 wurde die Gemeinde Hohnsleben nach Reinsdorf eingemeindet und verlor dadurch ihre Selbstständigkeit.
Durch die deutsche Teilung lag Hohnsleben von 1945 bis 1990 unmittelbar an der innerdeutschen Grenze und war nach der Schließung der Grenze im Jahre 1952 nur noch von Reinsdorf her erreichbar. 1973 schloss die Gaststätte Ernst, die einzige Gaststätte in Hohnsleben. Im Zuge der am 1. März 1974 erfolgten Eingemeindung von Reinsdorf mit Hohnsleben in die neu gegründete Gemeinde Büddenstedt bekamen die Straßen in Hohnsleben erstmals Namen: An der Mühle und Hohnslebener Platz. 1986 wurde der Gedenkstein zur Erinnerung an das 1150-jährige Bestehen von Hohnsleben im Jahre 1983 errichtet. Am 12. April 1990 erfolgte auf der Brücke über die Wirpke die Öffnung der Innerdeutschen Grenze. 1992 wurde am Brückengeländer eine vom Hohnslebener Künstler Bernd Pielemeier geschaffene Kugel aus Harzer Brockengranit als Symbol der Einheit installiert.
2003 wurden bei Hohnsleben zwei Windkraftanlagen des Typs Südwind S77 der Nordex SE durch die Hohnslebener Windkraft GmbH errichtet. Seit dem 1. Juli 2017 gehört Hohnsleben zur Stadt Helmstedt.

### Einwohnerentwicklung
| Jahr      | 1910 | 1919 | 1925 | 1933 | 1937 | 1939 |
| --------- | ---- | ---- | ---- | ---- | ---- | ---- |
| Einwohner | 135  | 147  | 150  | 132  | 142  | 127  |

## Infrastruktur

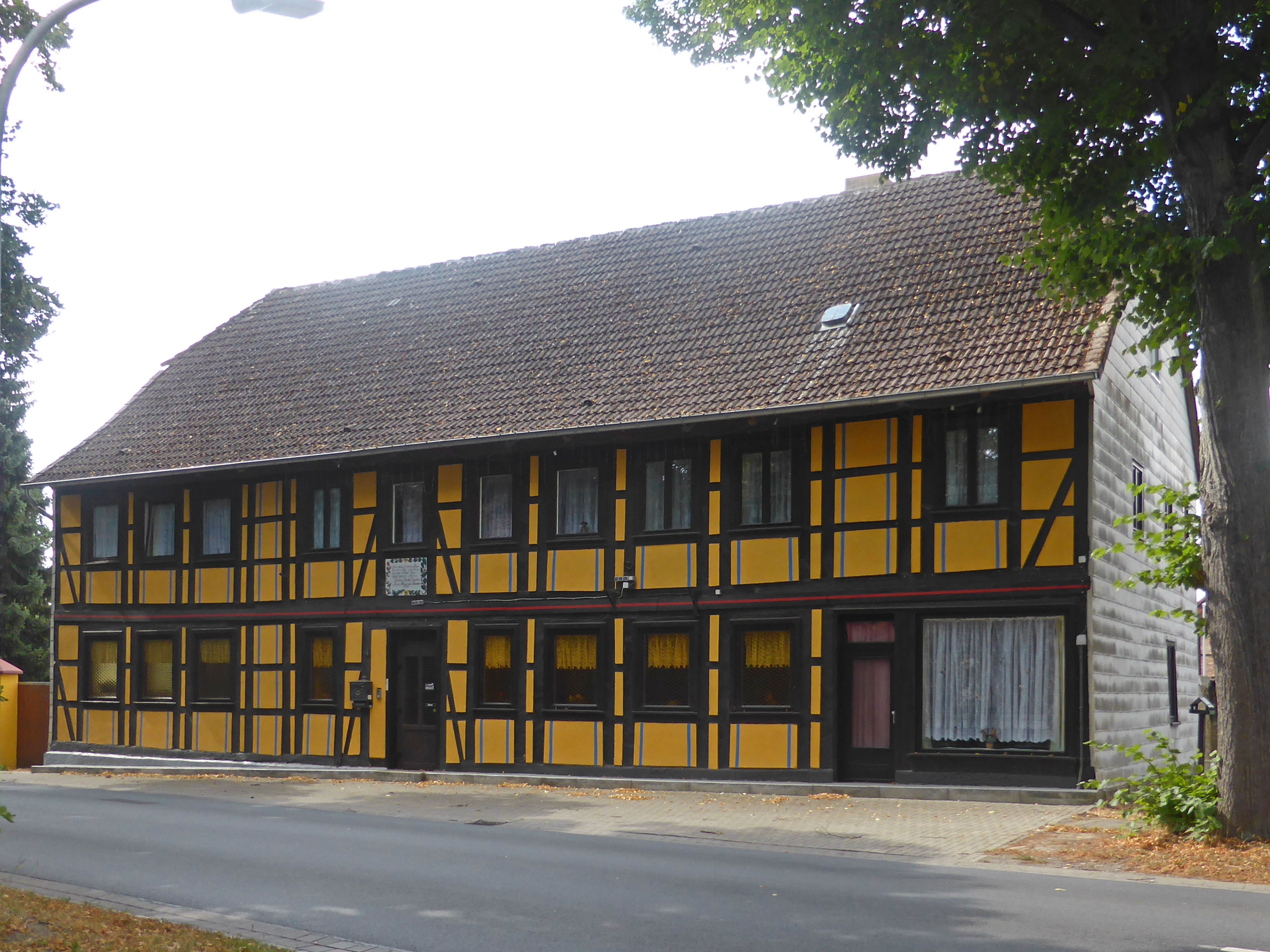
Ehemalige Gaststätte Ernst

Im Ort stehen den Einwohnern ein Postbriefkasten und den Kindern ein Spielplatz zur Verfügung.
Die Freiwillige Feuerwehr, die evangelische Kirchengemeinde, der Schützenverein und der Friedhof für die Einwohner von Hohnsleben befinden sich in Reinsdorf. Auch die Kinder aus Hohnsleben gingen früher in Reinsdorf zur Schule.
Die Gaststätte Ernst, der auch ein Lebensmittelgeschäft angeschlossen war, die Bäckerei, die Wassermühle an der Wirbke, sowie die Poststelle II, die dem Hauptpostamt Helmstedt untergeordnet war, wurden geschlossen. Einkaufsmöglichkeiten des täglichen Bedarfs sowie Gastronomie sind in Hohnsleben nicht mehr vorhanden.
Der 1803/04 erbaute ehemalige Gasthof Ernst, die 1876 erbaute Villa An der Mühle 3 und die Hofanlagen Hohnslebener Platz 6 und Hohnslebener Platz 15, beide im 19. Jahrhundert erbaut, stehen heute unter Denkmalschutz.